# 沃洛德米里夫卡 (維什霍羅德區)
沃洛德米里夫卡（羅馬化：Volodymyrivka）是位於烏克蘭北部基辅州维什霍罗德区德梅爾市鎮的村莊。該村始建於1986年，面積0.9平方公里，海拔高度124米，2001年人口242，人口密度每平方公里268.9人。